# Tenero-Contra
Tenero-Contra é uma comuna da Suíça, no Cantão Tessino, com cerca de 2.382 habitantes. Estende-se por uma área de 4,47 km², de densidade populacional de 533 hab/km². Confina com as seguintes comunas: Brione sopra Minusio, Gordola, Locarno, Magadino, Mergoscia, Minusio.
A língua oficial nesta comuna é o Italiano.